# Hermonassa clava
Hermonassa clava är en fjärilsart som beskrevs av John Henry Leech 1900. Hermonassa clava ingår i släktet Hermonassa och familjen nattflyn. Inga underarter finns listade i Catalogue of Life.